# Sanda Nițescu
Sanda Nițescu ( n. 19 mai 1937, București – d. 19 iulie 2013, Paris ) a fost un artist plastic, om de cultură și scriitor român, care era stabilită în Franța și își împărțea viața și activitatea între București și Paris.

## Biografie
Sanda Nițescu a studiat artele plastice la Institutul „N. Grigorescu” din București, promoția 1959, fiind eleva lui Alexandru Ciucurencu și a lui Ionel Jianu. În 1966 cere azil politic în Franța și se stabilește la Paris. Aici pictează, expune, devine angajata filialei pariziene a marii agenții japoneze de publicitate și comunicare Dentsu, unde va lucra aproape 25 de ani, iar în ultima vreme scrie. A fost membră a AFPGT, (Association Française de la Presse gastronomique et touristique). A publicat Un fir de mărar și cerul albastru, traducere din franceză și prefață de Irina Mavrodin, desene de Horia Bernea (Cartea Romanească, București, 1998), apărută ulterior în versiune franceză (Un brin d'aneth et le ciel bleu, L'Harmattan, Paris, 2000) și Café, în traducerea și cu desenele autoarei (Cartea Romanească, București, 2002). Café a fost nominalizată la premiul ASPRO pe 2002 pentru proză scurtă.

## Listă (incompletă) de opere publicate
- Un fir de mărar și cerul albastru, traducere din franceză și prefață de Irina Mavrodin, desene de Horia Bernea, editura Cartea Românească, București, 1998 [3][4]
- Un brin d'aneth et le ciel bleu - - Imprecis de cuisine roumaine, editura L'Harmattan, Paris, 2000) și
- Café - O microtipologie a cafenelelor pariziene - cu ilustrațiile autoarei și fotografii ale fiului ei, Vladimir Nițescu (Cartea Românească), Paris, 2002
- Steak de ton roșu sau fasole bătută? Ghid insolit cu 33 restaurante (Editura Humanitas), 2007
- A sprig of dill, traducere în engleză de Josephine Bacon, Editura Pholiota, London, premiată la Gourmet World Cookbook Awards, 2007
- Din 2006 contribuie la Dilemateca cu rubrica gastronomică, Preparate din carte

## Decorații
În 2002, Sanda Nițescu a fost decorată cu ordinul Chevalier des Arts et des Lettres pentru serviciile aduse muzeelor naționale franceze în timpul activității sale la agenția Dentsu.